# 布鲁斯县
布鲁斯县（英語：Bruce County）是加拿大安大略省的一个县，位於該省西南部，西面和東北面分別濒临休伦湖和喬治亞灣，東及格雷縣，東南角與威靈頓縣為鄰，南鄰休倫縣，总面积4087.76平方公里，布鲁斯半岛位于该县境内。據2011年人口普查所示，布魯斯縣有66102名居民。該縣縣治設於布羅克頓自治區内的沃克顿社區，县内名胜包括布鲁斯半岛国家公园等，而全球最大核電站之一布魯斯核電站亦位於此縣之内。
上加拿大政府於18世紀末和19世紀初在境内陸續劃下行政區，但此地當時位置偏僻和人口稀疏，因此並未在此設立政區。政府於1849年改革行政區劃，廢除區級行政區別並賦予縣級行政區別更多行政功能，布魯斯縣亦於1850年成立，以在任加拿大省總督金卡丁伯爵詹姆斯·布魯斯命名。當時布魯斯縣實際上與休倫縣和珀斯縣聯合管理，後來才脫離三縣聯合政府並自組縣級政府。

## 轄區
布魯斯縣轄下鎮鄉如下：
- 索金河岸鎮（Town of Saugeen Shores）
- 南布魯斯半島鎮（Town of South Bruce Peninsula）
- 休倫-金洛斯鄉（Township of Huron-Kinloss）
- 阿蘭-艾爾德斯利自治區（Municipality of Arran–Elderslie）
- 布羅克頓自治區（Municipality of Brockton）
- 金卡丁自治區（Municipality of Kincardine）
- 北布魯斯半島自治區（Municipality of Northern Bruce Peninsula）
- 南布魯斯自治區（Municipality of South Bruce）